# آرثر وارد
آرثر وارد (بالإنجليزية: Arthur Hugh Ward)‏ هو أكاديمي نيوزيلندي، ولد في 1906، وتوفي في 1993.